# Calamus fuscus
Calamus fuscus är en enhjärtbladig växtart som beskrevs av Odoardo Beccari. Calamus fuscus ingår i släktet Calamus och familjen Arecaceae. Inga underarter finns listade i Catalogue of Life.